# Coranus aethiops
Coranus aethiops är en insektsart som beskrevs av Jakovlev 1893. Coranus aethiops ingår i släktet Coranus, och familjen rovskinnbaggar. Arten är reproducerande i Sverige.